# Silent Hill (serie)
Silent Hill (サイレントヒル,?, Sairento Hiru) è una serie di videogiochi a tema survival horror prodotti e sviluppati da Konami a partire dal 1999. Dal videogioco è stato generato un franchise composto da film, libri e fumetti.

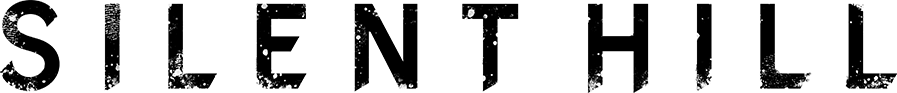
Il logo dal 2022

La trama horror-psicologica ha rappresentato una novità nel campo dei videogiochi appartenenti al filone survival horror, contrapponendo Silent Hill al celebre Resident Evil, quest'ultimo più tendente all'action-splatter.

## Storia

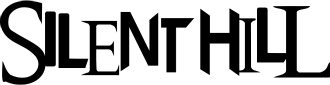
Il logo dal 2012 al 2022

I primi quattro giochi della serie sono stati creati da Team Silent, uno staff di sviluppo affiliato a Konami, che poi si è sciolto. I titoli successivi sono stati creati da altri sviluppatori: Silent Hill: Origins e il remake Silent Hill: Shattered Memories da Climax Group, Silent Hill: Homecoming da Double Helix Games, e Silent Hill: Downpour  uscito il 25 ottobre 2011, sviluppato da Vatra Games in Repubblica Ceca.
Nel 2014 viene annunciato un nuovo capitolo della serie denominato Silent Hills, sviluppato da Kojima Productions con a capo del progetto Hideo Kojima e il regista Guillermo del Toro, al Gamescon 2014 di Colonia fu presentato un teaser-demo giocabile intitolato P.T., disponibile su PlayStation 4, il motore grafico utilizzato era il Fox Engine, già utilizzato in Metal Gear Solid V: Ground Zeroes e Pro Evolution Soccer. Il 27 aprile 2015 viene annunciato ufficialmente da Konami la cancellazione del gioco.
Sette anni più tardi, il 19 ottobre 2022, viene trasmesso l'evento Silent Hill Transmission dove vengono annunciate diverse opere da parte di diversi team ingaggiati da Konami.
Il gameplay di Silent Hill è molto simile a quello dei primi Resident Evil, che però sono più incentrati sulla risoluzione di enigmi, cercando nel frattempo di sopravvivere in un ambiente orrorifico ed ostile. L'HUD è simile a quello dei Resident Evil di vecchia generazione.

### Ambientazione
Silent Hill è una ridente località di villeggiatura statunitense che sorge in riva al lago Toluca. È divisa in diverse aree, tra cui la parte antica della città e quella residenziale. La città ospita una stazione di polizia, un orfanotrofio, più di un ospedale e tutti i comfort per i turisti (negozi, alberghi, centri commerciali, parchi, bowling, ecc). In pochi però sanno che nel 1500 una zona del Massachusetts fu colonizzata da una tribù indiana, che la riteneva sacra, e per questo la chiamarono "Collina Degli Spiriti Silenziosi". La tribù inoltre praticava dei rituali con i quali parlavano con i loro defunti. Nel 1800, la città divenne una colonia penale, e cominciò la costruzione del primo ospedale, il Brookhaven, per ospitare le vittime di una grave epidemia. Nello stesso secolo, fu eretta la prigione del lago Toluca, ricavata nel sottosuolo. Nel 1900 diversi eventi apparentemente privi di spiegazione cominciano a manifestarsi: la barca "Little Baroness" scompare per cause ignote nel lago Toluca. Di tutti i turisti presenti a bordo, nessun sopravvissuto e nessun corpo fu ritrovato. Diverse persone scompaiono, altre muoiono nella costruzione di alcuni edifici cittadini.
Silent Hill è una cittadina abbastanza difficile da raggiungere e da trovare, poiché oltre ad essere una città di periferia, è costantemente immersa in una nebbia fittissima ed è sempre presente il maltempo. A Silent Hill sono sempre presenti la pioggia e la neve, anche fuori stagione. Silent Hill, inoltre, non è una normale e tranquilla città di periferia, come invece dovrebbe essere, infatti sembra completamente deserta (priva di abitanti), in città si svolgono fenomeni paranormali, come l'apparizione di divinità e soprattutto di mostri demoniaci e strane creature oscure. Chiunque vi si trova intrappolato avrà due scelte: affrontare i propri demoni o morire. Al suono della sirena antibombardamento, la città si trasforma nell'Otherworld: un inquietante riflesso distorto di sé stessa, una sorta di dimensione parallela; gli edifici, le strade, le case mutano, prendendo l'aspetto che avrebbero dopo un grave incendio. Ovunque cenere, ruggine, sangue e cadaveri appesi ai muri o sparsi per le strade. Silent Hill sembra plasmata per riflettere ciò che è nascosto dentro il visitatore, una sorta di purgatorio da attraversare per redimere i propri peccati.
Il giocatore si trova subito completamente solo a vagare attraverso le vie della città. La nebbia avvolgente non fa che moltiplicare l'effetto di totale isolamento e la musica, che varia da lamenti di violini e pianoforte a brani chiassosi e stridenti, getta in uno stato di assoluta malinconia. Questo tipo di strategia psicologica di incutere terrore attraverso canoni non convenzionali (non attraverso spaventi o un alto tasso di violenza grafica) ha fatto sì che schiere di fan aprissero innumerevoli forum di discussione in internet per parlare della propria esperienza principalmente da un punto di vista psicologico, e non per scambiarsi soltanto idee su come procedere nel gioco. In tutti i capitoli è presente un'ambientazione nebbiosa che rende uno stato continuo di ansia nel giocatore.

### Le divinità
Il gioco si caratterizza anche per i riferimenti a determinate divinità subordinate al dio di Silent Hill, spesso detto "Samael". Tuttavia è bene notare che solo quattro di queste, cioè Lobsel Vith, Xuchilbara, Valtiel e Pyramid Head appaiono direttamente o indirettamente nei vari capitoli della serie. Divinità principale: Dio. Angeli: Lobsel Vith, Metatron, Pochameta (Xuchilbara), Pyramid Head, Valtiel. Santi: San Nicola, Sant'Alessa, Santa Jennifer.

## Videogiochi

### Serie Principale
- Silent Hill (1999)
- Silent Hill 2 (2001)
- Silent Hill 3 (2003)
- Silent Hill 4: The Room (2004)
- Silent Hill: Origins (2007)
- Silent Hill: Homecoming (2008)
- Silent Hill: Shattered Memories (2010)
- Silent Hill: Downpour (2012)
- Silent Hill ƒ (2025)[4][5]

### Spin-off
- Silent Hill: The Arcade (2007)
- Silent Hill: Orphan (2007)
- Silent Hill: The Escape (2008)
- Silent Hill: Orphan 2 (2008)
- Silent Hill: Orphan 3 (2010)
- Silent Hill: Book of Memories (2012)
- P.T. (2014)
- Silent Hill: Ascension (2023)
- Silent Hill: The Short Message (2024)
- Silent Hill: Townfall (TBA)[6]

### Altri adattamenti
- Silent Hill: Play Novel (2001) – visual novel
- Silent Hill: Mobile (2006) – mobile
- The Silent Hill Collection (2006) – raccolta
- Silent Hill HD Collection (2012) – raccolta[7][8][9][10]

### Remake
- Silent Hill 2 (2024) [11]
- Silent Hill [12]

### Cancellati
- Silent Hills

### Crossover
- Dark Deception: Monsters & Mortals – Silent Hill (2020) – DLC[13]
- Dead by Daylight – Silent Hill Chapter (2022) – DLC[14]

## Ordine cronologico della serie
Non esiste una timeline ufficiale della serie, e i vari capitoli sono scollegati tra loro a eccezione di Silent Hill 3, che è un seguito diretto della prima avventura, e Silent Hill Origins, che ne è un prequel. I vari capitoli del franchise sono ambientati nei seguenti anni:
| Videogioco                      | Cronologia | Anno d'uscita      | Note                 |
| ------------------------------- | ---------- | ------------------ | -------------------- |
| Silent Hill ƒ                   | Anni 60    | 2025               | Indipendente         |
| Silent Hill: Origins            | 1976       | 2007               | Canonico             |
| Silent Hill                     | 1983       | 1999               | Canonico             |
| Silent Hill 2                   | 1993       | 2001 2024 (Remake) | Canonico             |
| Silent Hill 3                   | 2000       | 2003               | Canonico             |
| Silent Hill 4: The Room         | 2001       | 2004               | Canonico             |
| Silent Hill: Homecoming         | 2007       | 2008               | Canonico             |
| Silent Hill: Shattered Memories | 2008       | 2009               | Universo alternativo |
| Silent Hill: Downpour           | 2010       | 2012               | Canonico             |

## Ispirazione e riferimenti
Lo sviluppo della serie Silent Hill iniziò nel settembre 1996 con la creazione del primo capitolo, Silent Hill. Il gioco fu creato da Team Silent, un gruppo di membri dello staff all’interno dello studio Konami. I nuovi proprietari della società madre, Konami, intendevano produrre un gioco di successo negli Stati Uniti, proponendo un’atmosfera simile a quella di Hollywood. Nonostante l’approccio orientato al profitto della società madre, gli sviluppatori di Silent Hill godettero di una notevole libertà artistica, poiché il gioco fu prodotto in un’epoca di titoli 2D a basso budget. Alla fine, il team di sviluppo decise di ignorare i limiti del piano iniziale di Konami e di rendere Silent Hill un videogioco capace di colpire le emozioni dei giocatori.
Lo scenario del primo capitolo fu creato dal direttore Keiichiro Toyama. La storia del secondo capitolo, Silent Hill 2, fu concepita dal direttore CGI Takayoshi Sato, che si ispirò al romanzo Delitto e castigo, con la collaborazione dei singoli membri del team per la sceneggiatura effettiva del gioco. La scrittura principale fu curata da Hiroyuki Owaku e Sato.
Il primo gioco, Silent Hill, utilizza ambientazioni 3D in tempo reale. Per mitigare i limiti dell’hardware, gli sviluppatori fecero un ampio uso di nebbia e oscurità per mascherare le grafiche. Sato stimò il budget del primo capitolo tra i 3 e i 5 milioni di dollari, e quello di Silent Hill 2 tra i 7 e i 10 milioni, affermando che il team di sviluppo intendeva fare di Silent Hill un’opera d’arte piuttosto che un gioco orientato alle vendite, optando per una storia coinvolgente destinata a perdurare nel tempo, simile alla letteratura di successo.
I giochi sono noti per aver tratto ispirazione da media come Allucinazione perversa, Phantoms, Session 9, Alien, La nebbia di Stephen King, e dall’arte di Francesco Bacone, adottando una tecnica di induzione della paura su livelli più psicologici. Molte sequenze e tropi di questi film condividono concetti simili. Anche i film e le serie televisive del regista americano David Lynch sono riconosciuti come influenze per il Team Silent nella produzione dei giochi iniziali, in particolare Silent Hill 2.
Un’altra grande influenza è l’horror giapponese, con confronti con il teatro classico giapponese Noh e con scrittori di fiction del primo Novecento come Edogawa Rampo. La città di Silent Hill è una piccola città rurale americana immaginata dal team creativo, basata sulla letteratura e sui film occidentali, nonché sulle rappresentazioni delle città americane nella cultura europea e russa. La versione della città nei film tratti dal primo e dal terzo capitolo si ispira liberamente alla città della Pennsylvania centrale, Centralia.
La religione dell’Ordine è basata su varie caratteristiche di diverse religioni, come le origini del cristianesimo, i rituali aztechi, i santuari shintoisti e il folklore giapponese. I nomi delle divinità della religione dell’organizzazione furono concepiti da Hiroyuki Owaku, ma hanno motivi aztechi e maya, poiché Owaku utilizzò pronunce di queste civiltà come riferimento. Alcuni oggetti religiosi presenti nella serie furono concepiti dal team, mentre per altri si presero ispirazioni da diverse religioni. La sostanza scacciademoni Aglaophotis, che appare nel primo capitolo e in Silent Hill 3, è basata su un’erba di nome e natura simili nella Kabbalah (misticismo ebraico). Il nome del talismano chiamato “Sigillo di Metatron” fa riferimento all’angelo Metatron.

## Altri media

### Film

#### Silent Hill(2006)
Adattamento cinematografico del primo videogioco diretto da Christophe Gans, già regista di film tratti da fumetti come Crying Freeman. In Italia il film è uscito nelle sale il 7 luglio 2006. Nonostante la pellicola si discosti in alcuni punti dalla trama originale, ribaltando incisivamente alcuni concetti chiave del videogioco (come ad esempio l'indole del personaggio di Dalia), è ritenuto uno degli adattamenti cinematografici da videogiochi più fedeli, almeno per quanto riguarda la riproduzione dell'atmosfera.

#### Silent Hill: Revelation 3D(2012)
Sequel del film del 2006, diretto dal regista Michael J. Bassett. Il cast contiene alcuni attori reduci dal primo film mentre altri sono nuovi alla serie. Il film uscì nelle sale italiane, tre giorni dopo quelle statunitensi, il 31 ottobre 2012.

#### Return to Silent Hill(2025)
Film diretto da Christophe Gans, già regista della prima pellicola, annunciato al Silent Hill Transmission event del 2022. Attualmente in fase di post-produzione.

### Fumetti
IDW Publishing comics
- Silent Hill: Dying Inside (2004)
- Silent Hill: Among the Damned (2004)
- Silent Hill: Paint It Black (2005)
- Silent Hill: The Grinning Man (2005)
- Silent Hill: Hunger (2006)
- Silent Hill: Dead/Alive (2006)
- Silent Hill: Sinner's Reward (2008)
- Silent Hill: Past Life (2010)
- Silent Hill: Anne's Story (2014)

Konami comics
- Silent Hill: Cage of Cradle (2006)
- Silent Hill: Double Under Dusk (2007)
- Silent Hill: White Hunter (2008)

### Libri
- Silent Hill: The Novel (2006)
- Silent Hill 2: The Novel (2006)
- Silent Hill 3: The Novel (2006)
- Silent Hill: The Film Novel (2006)

## Videogiochi correlati
- Calling - videogioco survival horror con tematiche simili
- Clock Tower - serie di videogiochi survival horror con tematiche simili
- Forbidden Siren - videogioco survival horror con tematiche simili sviluppato dal Team Silent
- Forbidden Siren 2 - videogioco survival horror con tematiche simili sviluppato dal Team Silent
- Dead by Daylight - alcuni personaggi presi dalla saga quali Pyramid Head e Cheryl sono sbloccabili e giocabili
- Haunting Ground - videogioco survival horror con tematiche simili
- Ju-on: The Grudge - videogioco horror con tematiche simili ispirato all'omonima serie di film
- Grey - videogioco survival horror con tematiche simili sviluppato da Deppresick Team
- Project Zero - serie di videogiochi survival horror con tematiche simili
- Resident Evil - serie di videogiochi survival horror con tematiche simili
- Rule of Rose - videogioco survival horror con tematiche simili
- Obscure e Obscure II - serie di videogiochi survival horror con meccaniche simili
- Siren: Blood Curse - videogioco survival horror con tematiche simili sviluppato dal Team Silent